# Michael Nagel (Ökonom)

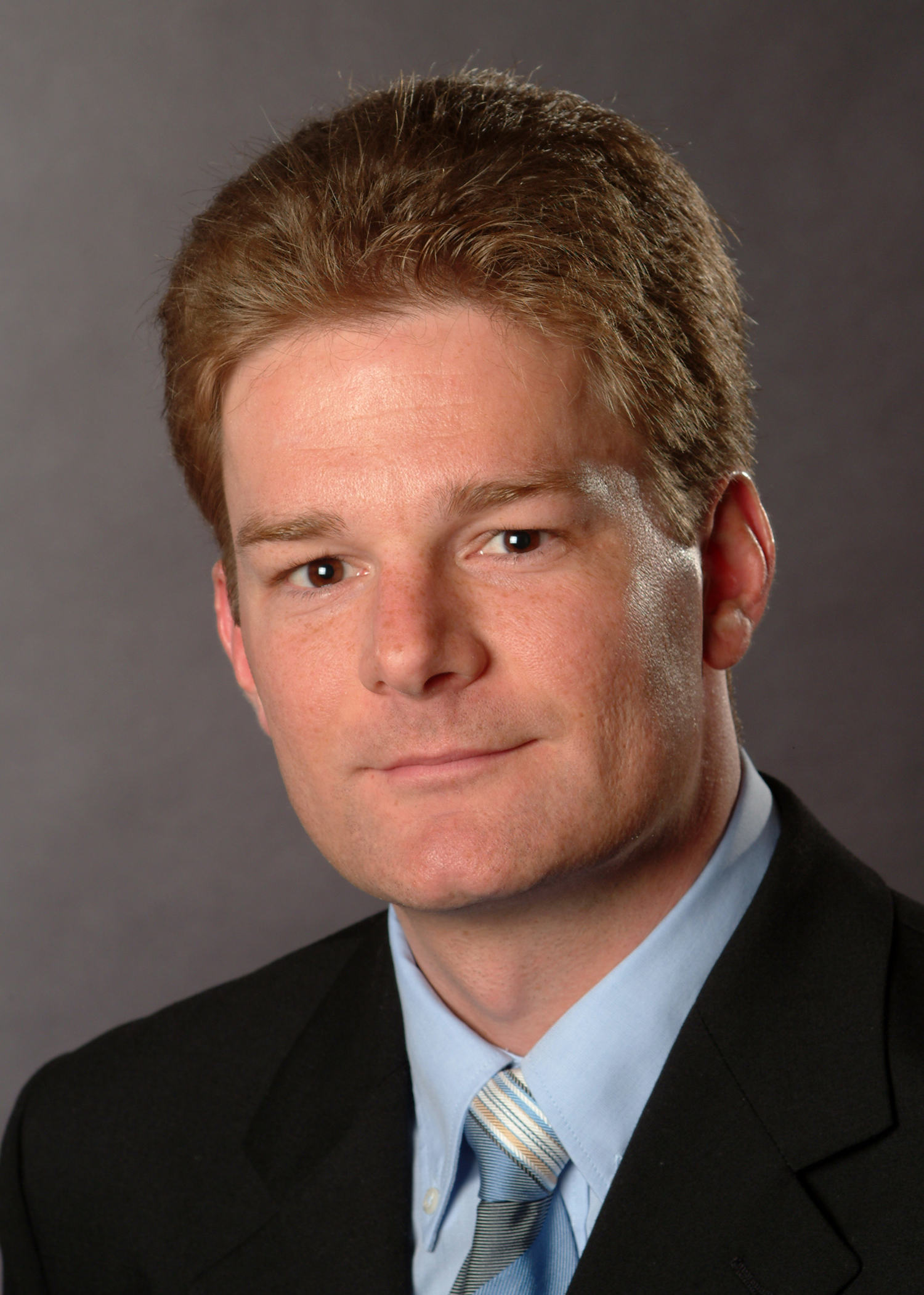
Michael Nagel (2003)

Michael Nagel (* 19. Dezember 1970 in Mainz) ist ein deutscher Wirtschafts- und Sozialwissenschaftler sowie Hochschullehrer.

## Leben und Wirken
Nagel erwarb 1990 das Abitur am Schönbuch-Gymnasium Holzgerlingen. An der Universität Tübingen absolvierte er ein sozialwissenschaftliches Doppelstudium, das er mit einem Diplom in Sportpädagogik (Sportwissenschaft) und einem Magister Artium in Soziologie abschloss. Es folgte ein Studium der Betriebswirtschaftslehre an der Steinbeis Hochschule in Berlin, wo er mit einem Master in Business Administration graduierte. Die Promotion zum Dr. phil. erfolgte an der Universität Potsdam mit einer Arbeit über Sportbeteiligung im sozialstrukturellen Kontext. Eine repräsentative Untersuchung über soziale Ungleichheit im Sport.
Mehrere Jahre war er an der Universität Tübingen, der Pädagogischen Hochschule Ludwigsburg und der Universität Potsdam als Wissenschaftlicher Mitarbeiter (am Lehrstuhl von Hartmut Gabler und am Lehrstuhl von Helmut Digel) und Wissenschaftlicher Assistent (am Lehrstuhl von Jürgen Baur) in Forschung und Lehre beschäftigt. Es folgten Tätigkeiten in der Unternehmensberatung, zuletzt bei der BearingPoint GmbH als Senior Manager.
Nagel wurde 2009 auf eine Professur im Fachbereich Betriebswirtschaftslehre an der Provadis School of International Management and Technology in Frankfurt am Main berufen und war Dekan des Fachbereichs Betriebswirtschaftslehre und Leiter des Dualen Bachelorstudiengangs Betriebswirtschaftslehre am Studienort Darmstadt. Davor hatte er 2008 einen Ruf auf eine Professur im Fachbereich Wirtschaft an der Fachhochschule Stralsund abgelehnt.
Seit 2011 ist er Professor in der Fakultät Wirtschaft an der Dualen Hochschule Baden-Württemberg in Stuttgart und Leiter des Studiengangs BWL-International Business. An der Hochschule sind seine Schwerpunkte ABWL, Internationales Management, Marketing und Wissenschaftliches Arbeiten. Er ist zudem Vertrauensdozent der Studienstiftung des deutschen Volkes und betreut in dieser Funktion eine interdisziplinäre Stipendiatengruppe.
Nagel ist mit der Diplom-Sozialpädagogin und Betriebswirtin Ulla Nagel verheiratet. Das Paar hat zwei Kinder.

## Veröffentlichungen (Auswahl)
- Soziale Ungleichheiten im Sport. Zugl. Dissertation Universität Potsdam. Meyer & Meyer, Aachen 2003, ISBN 3-89124-973-X.
- mit M. Atzberger, M. Gerling: Retail Leaders 2006. Der Handel auf dem Weg zur Marke. Handelsblatt-Verlag, Düsseldorf 2006.
- mit C. Mieke: BWL-Methoden. Handbuch für Studium und Praxis. UTB, Stuttgart 2014.
- mit C. Mieke: Produktion und Logistik. Die wichtigsten Methoden. 2. Aufl. UVK, Konstanz 2017.
- mit C. Mieke: Innovationsmanagement. Die wichtigsten Methoden. 2. Aufl. UVK, Konstanz 2017.
- mit C. Mieke: Strategie. Die wichtigsten Methoden. 2. Aufl. UVK, Konstanz 2017.
- mit C. Mieke: Marketing und Vertrieb. Die wichtigsten Methoden. 2. Aufl. UVK, Konstanz 2017.
- mit C. Mieke, S. Teuber: Methodenhandbuch der Betriebswirtschaft. 2. Aufl. UVK, München 2020.
- mit S. Teuber, C. Mieke: Personal und Organisation. Die wichtigsten Methoden. UVK, München 2021.